# Avoirdupois

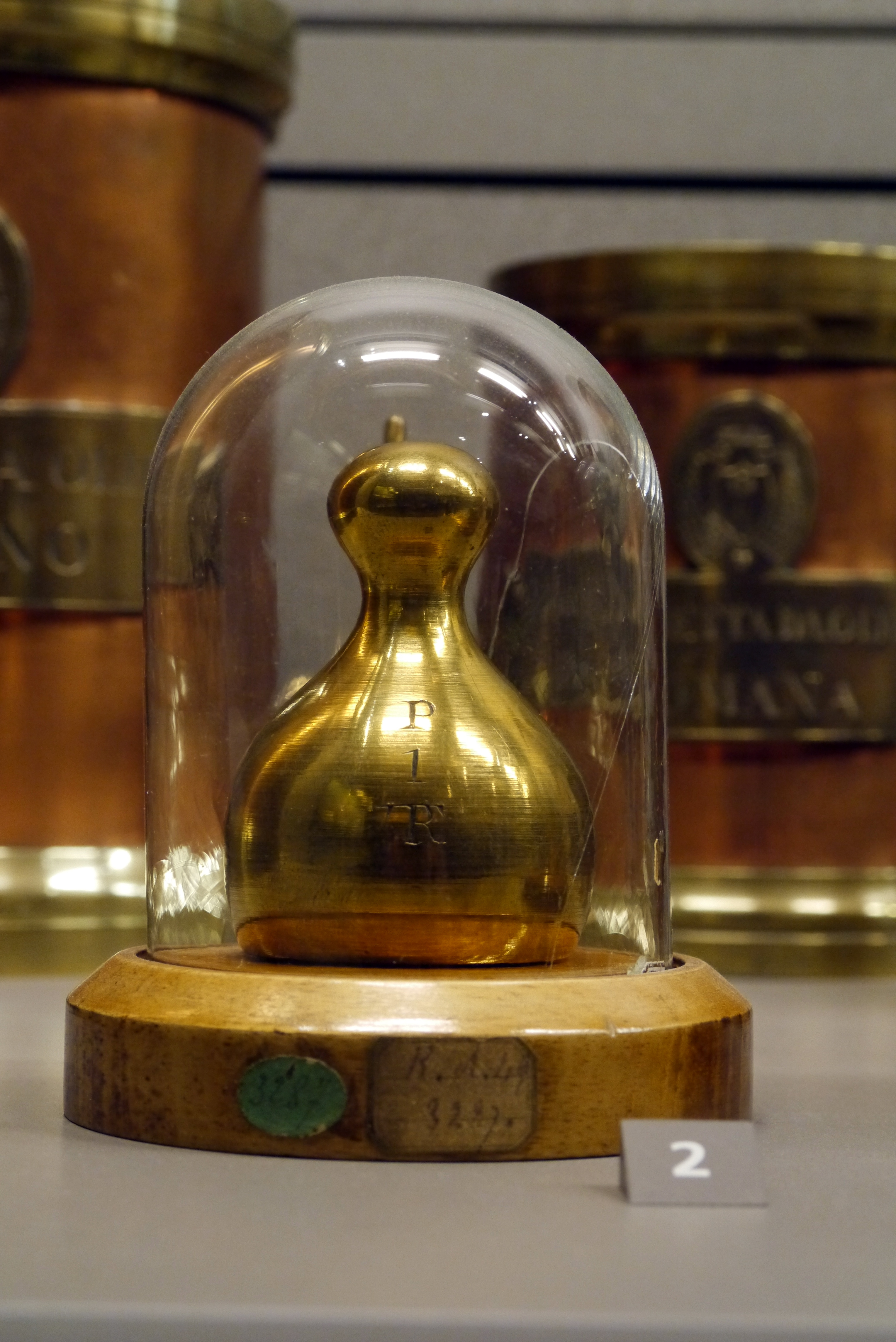
Pesa d'una lliura.

El sistema de pesos avoirdupois (/ˌævərdəpɔɪz/, pronunciació francesa: [avwaʁdypwɑ]) és un sistema de pesos (o, més pròpiament, de masses) establert amb base a la lliura de 16 unces.
És el sistema de pesos emprat habitualment als Estats Units i segueix sent àmpliament utilitzat en diversos graus per moltes persones al Canadà, el Regne Unit, i algunes altres antigues colònies britàniques, malgrat l'adopció oficial del Sistema mètric. Un sistema alternatiu de masses s'utilitza generalment per a materials preciosos en joieria i orfebreria, el pes troy.

## Història del terme

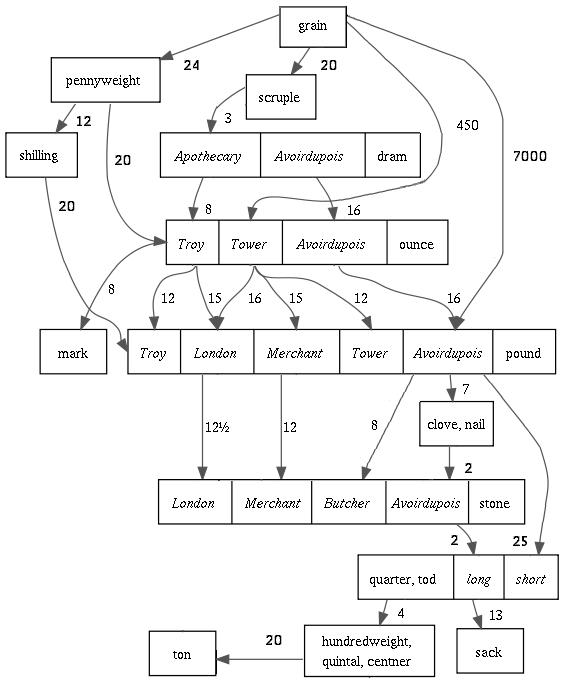
Mapa que mostra les relacions entre les mesures de pes del sistema anglosaxó.

La paraula avoirdupois procedeix del francès antic aveir de peis (més tard avoir du poids), literalment "tenir pes" (en francès antic, aveir, "propietats, mercaderies", igual que "haver-hi", ve del Llatí habere, "tenir, agafar, posseir propietats"; de = "de", cf. Llatí; peis = "pes", del Llatí pensum). Aquest terme es referia originalment a una classe de mercaderia: aveir de peis, "les mercaderies de pes", les coses que es venien a granel i eren pesades en grans romanes o balances. Més tard el terme avoirdupois va arribar a ser identificat amb un sistema particular d'unitats utilitzades per pesar tals mercaderies. L'ortografia actual correspon al francès modern, però el pas de l'expressió a través d'una sèrie de llengües (llatí, anglo-normand i anglès) han deixat moltes variants de la paraula, com haberty-poie i haver de peyse. (El peis normand es va convertir en el pois parisenc. Al segle xvii de va ser substituït per du).

## Formes originals
| Unitat (original) | Unitat (en català)                    | Valor en lliures | Notes       |
| ----------------- | ------------------------------------- | ---------------- | ----------- |
| dram o drachm     | dracma avoirdupois o dracma medicinal | 1⁄256            | 1⁄16 unça   |
| onze              | unça                                  | 1⁄16             |             |
| livre             | lliura avoirdupois                    | 1                |             |
| quintal           | hundredweight o centum weight (cwt)   | 100              |             |
| tonne             | tona llarga                           | 2.000            | 20 quintaux |

Nota: El plural de quintal és quintaux.

## Adaptació britànica
Quan la gent del Regne Unit va començar a utilitzar aquest sistema van incloure la unitat stone, que es va definir com 14 lliures avoirdupois. El quarter, el hundredweight i la tona van ser alterats, respectivament, fins a valer 28 lb, 112 lb i 2240 lliures perquè les unitats de massa fossin fàcilment convertides entre elles i amb les stones. Les següents són les unitats de l'adaptació britànica o imperial del sistema de pesos avoirdupois:
| Unitat (original)           | Unitat (en català)                    | Valor en lliures | Equivalencia sistema mètric        | Notes   |
| --------------------------- | ------------------------------------- | ---------------- | ---------------------------------- | ------- |
| dram o drachm               | dracma avoirdupois o dracma medicinal | 1⁄256            | ≈ 1/256 lliures (1,77 g)           | 1⁄16 oz |
| ounce (oz)                  | unça (oz)                             | 1⁄16             | ≈ 1/16 lliures (28,35 g)           | 16 dr   |
| pound (lb)                  | lliura (lb)                           | 1                | ≈ 1 lb (453.59 g) (453,59)         | 16 oz   |
| stone (st)                  | stone (st)                            | 14               | ≈ 14 lb (6.35 kg) (6,35)           | 1⁄2 qtr |
| quarter (qtr)               | quarter (qtr)                         | 28               | ≈ 28 lb (12.70 kg) (12,7)          | 2 st    |
| hundredweight (cwt)         | hundredweight (cwt)                   | 112              | ≈ 112 lb (50.80 kg) (50,8)         | 4 qtr   |
| ton (t) o long ton (l. tn.) | tona llarga (t) o long ton (l. tn.)   | 2.240            | ≈ 2,240 lb (1,016.05 kg) (1016,05) | 20 cwt  |

Nota: El plural de la unitat stone pot ser stone o stones, però stone és la forma més usada.

## Sistema tradicional dels Estats Units
Les 13 colònies britàniques d'Amèrica del Nord van utilitzar el sistema de pesos americà. Però van continuar usant el sistema britànic tal com era, sense l'evolució que s'estava produint al Regne Unit en l'ús de la unitat stone. En 1824 es van dictar mesures legislatives per establir els nous pesos al Regne Unit, però els Estats Units no les va adoptar.
Als Estats Units, els quarter, els quintals (hundredweight) i les tones (ton) van seguir tenint 25, 100 i 2000 lliures, respectivament, en lloc de 28, 112 i 2240 lliures de l'adaptació britànica. El quarter ara gairebé no s'utilitza, igual que passa amb el quintal (hundredweight) fora de l'agricultura i els productes bàsics. Si és necessari distingir-les, llavors s'anomena "short" a les unitats una mica més petites dels Estats Units, a diferència de la denominació "large" que s'aplica a les unitats britàniques que són una mica més grosses. Els grans s'utilitzen a tot el món per mesurar la pólvora, i els productes que es transporten en pólvora sense fum. Històricament, la dracma també es va utilitzar a tot el món per a la mesura de càrregues de pólvora i càrregues de pólvora negra per a escopetes i rifles antics.
| Unitat (original)    | Unitat (en català)  | Valor en lliures | Equivalencia sistema mètric     | Notes     |
| -------------------- | ------------------- | ---------------- | ------------------------------- | --------- |
| grain (gr)           | gra (gr)            | 1⁄7000           | ≈ 1/7 000 lliures (0,06 g)      | 1⁄7000 lb |
| dram (dr)            | dracma (dr)         | 1⁄256            | ≈ 1/256 lliures (1,77 g)        | 1⁄16 oz   |
| ounce (oz)           | unça (oz)           | 1⁄16             | ≈ 1/16 lliures (28,35 g)        | 16 dr     |
| pound (lb)           | lliura (lb)         | 1                | ≈ 1 lb (453.59 g) (453,59)      | 16 oz     |
| quarter (qtr)        | quarter (qtr)       | 25               | ≈ 25 lb (11.34 kg) (11,34)      | 25 lb     |
| hundredweight (cwt)  | hundredweight (cwt) | 100              | ≈ 100 lb (45.36 kg) (45,36)     | 4 qtr     |
| ton (t) or short ton | tona curta (t)      | 2.000            | ≈ 2,000 lb (907.18 kg) (907,18) | 20 cwt    |

## Internacionalització
En el sistema de pesos americà (avoirdupois), totes les unitats són múltiples o fraccions de la lliura, que ara es defineix com 0,45359237 kg en la majoria el món de parla anglesa des de 1959. (Vegeu l'Ordre Mendenhall per referències.)
A causa dels significats ambigus de la paraula "pes" que es pot referir tant a la massa com a la força, de vegades s'afirma erròniament que la lliura és només una unitat de força. No obstant això, tal com s'ha definit abans, la lliura és una unitat de massa, el que concorda amb l'ús comú. (Vegeu les diferències entre la lliura-força i la lliura-massa).